# First Aid 4 Souls
A First Aid 4 Souls 2007-ben alakult, gyakorlatilag Gazdag István Vacuum nevű industrial/EBM együttesének a közvetlen folytatása.

## Története
A First Aid 4 Souls egyszerre Gazdag személyes projektje, hiszen minden zenét ő ír, a közreműködő énekesek és zenészek révén viszont egy igazi nemzetközi „supergroup”. A zene a dark ambienten át a new wave behatásait sem elkerülve közelít a régi és az aktuális elektronikus irányzatok felé.
Rajtuk kívül vendég énekesek is közreműködnek az együttes munkájában. Ezek az énekesek csak látszólag vendégek, hiszen a közreműködés folyamatos. Viktor a Dr. Melancholia volt frontembere, énekes és újságíró. Frank Balázs, a V.e.N. nevű EBM együttes vezetője és hangja. Linda Daemon a „Drugzone” és a "Krell" zenekarok meghatározó egyénisége. Különleges énekhangja és nagy hangterjedelme megcsillan a First Aid 4 Souls dalokban is. Aaron Russell az „Impurfekt” nevű amerikai industrial együttes vezetője, ő hozza az ipari vokált a dalokba. Mark Duffield a londoni „I Am One” nevű kifejezetten alternatív projekt megalkotója, biztosítja a new wave hangot az együttesben. 
A zenekar munkásságára nagy hatással van dr. Drimál István filozófus, Szük Norbert festőművész és Vető Gábor fotóművész. Ők dalszöveggel, képekkel, festményekkel járulnak hozzá az albumok elkészüléséhez.
Az együttesnek 12 hivatalos nagylemeze jelent meg. A First Aid 4 Souls együttessel Gazdag István soha egyetlen kiadót sem keresett meg. Egyetlen demót sem küldött ki, hogy hallgassák meg. Egyszer csak feltűnt egy levél egy német kiadótól (Electro Arc), hogy kiadnának pár számot, majd egy levél a portréban már fentebb leírt együttesek kiadójától, hogy ők is. Gazdag ezen nagyon meglepődött. A Some Bizarre az a kiadó, ami kiadta a Depeche Mode első zenei anyagát, a Soft Cell-t, a Cabaret Voltaire-t, a Test Dept.-et, az Einstürzende Neubauten-t, a Coil-t. Azokat az együtteseket, akik gyerekkora óta Gazdag István példaképei. Ezekkel a híres zenészekkel és együttesekkel egy kiadónál lenni Gazdag számára a legnagyobb dolog. A kiadó közbenjárásával Gazdag megkapta az Angol Zenészkamara tagságát, ami rengeteg kaput megnyitott a számára. A kiadó aztán már nem pár számot akart kiadni, hanem egy teljes CD-t, aztán meg nem egy CD-t, hanem egy dupla digipack-es boxot 28 számmal. Gazdag onnan gondolja, hogy komoly a dolog, hogy New Yorkban elkészült a borító, az angol Exchange hangstúdióban (a The Prodigy, Depeche Mode, The Chemical Brothers, Air, Daft Punk együttesekhez hasonlóan) pedig a master. A dupla CD-n rengeteg saját szám mellett Gazdag István a Cabaret Voltaire , a Coil, Dave Ball, az Einstürzende Neubauten, a Depeche Mode, a Soft Cell, a Swans, a Test Dept. és a Grid számait remixelhette. Ezek a remixek aztán rengeteg további remix munkát hoztak Gazdag számára.
Az azóta gyűjtői ritkaságnak számító Some Bizarre dupla album után a német Electro Arc szerződtette a First Aid 4 Soulst, majd a japán Poison Girls Records. Brad Bishop-al, a texasi hiphop egyik képviselőjével, Linda Daemonnal és a svéd Victoria Moralez-zel vették fel a Blood On The Dancefloor című, az USA-ban megjelent lemezüket.
Az A38 Hajón rendezett koncertet még az M1 is sugározta.

## Diszkográfia
- Thrashcatrhedral (2016)
- Smile No More (2015)
- Back To Shambala (2014)
- Beyond the Galaxy (2013)
- The Broken Mirror (selfmix) (2013)
- Navigator (2013)
- Terra Incognita - Selecter Electro Works Vol 4. (2012)
- Fountain of Joy - Selecter Electro Works Vol 3. (2012)
- Blood on the Dancefloor - Featuring Dirty Baptizt (2012)
- Deathstep (2011)
- Noise'N'Breaks From Hell - Selecter Electro Works Vol 2.  (2011)
- Psy ACID - Selecter Electro Works Vol 1. (2011)
- Brutpop (2009)
- Terra Inc - My Favourite Pain (2008)

## Tagjai
- Gazdag István - alapító, producer, zeneszerző és hangmérnök
- Havasi Zoltán - vendég (dob, elektronikus ütősök)
- Vető Gábor - vendég (visual),
- Frank Balázs - vendég V.e.N. (ének)
- Tamás Nimród - vendég (gitárok)

További közreműködők
- Viktor a Dr. Melancholia volt frontembere, énekes és újságíró.
- Frank Balázs, a V.e.N. nevű EBM együttes vezetője és hangja.
- Linda Daemon a „Drugzone”és a "Krell" zenekarok
- Aaron Russell az „Impurfekt” nevű amerikai industrial együttes vezetője